# GAU-7
Ford-Philco GAU-7/A була невдалою програмою яку ініціювали ВПС США наприкінці 1960-х по розробці гармати для заміни M61 Vulcan на тодішньому F-15 Eagle. GAU-7/A був 25 мм гарматою Гатлінга з телескопічними боєприпасами з гільзою яка згоряє. Вона мала більшу дальність стрільби і вражаючу потужність ніж 20 мм Vulcan, у той час як згоряючі гільзи вирішили б проблему зберігання стріляних гільз. Незважаючи на великі витрати, проект та його боєприпаси виявилися невдалими тому проект було скасовано у 1974. Тому на F-15 залишилася гармата M61A1, яка була на більшості американських винищувачах з 1956.